# Medscape
Медскейп або англ. Medscape — англомовний вебресурс для лікарів та інших професіоналів охорони здоров'я. На ньому наявні рецензовані оригінальні статті медичних журналів, розділ безперервної медичної освіти (CME від англ. Continuing Medical Education), модифікована версія бази даних Національної бібліотеки США з медицини MEDLINE, щоденні медичні новини, широке висвітлення конференції, та інформація про ліки — включаючи базу даних ліків (MDR від англ. Medscape Drug Reference) та онлайн-інструмент перевірки взаємодії лікарських засобів. Увесь зміст у Медскейпі доступний для безкоштовного перегляду та завантаження для професіоналів та споживачів після попередньої безкоштовної реєстрації.

## Історія
У травні 1995, Medscape, Inc. було запущено у Нью-Йоркській Кремнієвій алеї компанією SCP Communications, Inc. під керівництвом Пітера Фрішауфа.
У лютому 1999, як головний медичний редактор був прийнятий Джордж Д. Лундберг. До цього він 17 років він був редактором Журналу Американської медичної асоціації. У вересні цього ж року Medscape, Inc. стала публічною компанією та її акціями із символом MSCP почали торгувати на NASDAQ.
У травні 2000, Медскей злилась із MedicaLogic, Inc., іншою публічною компанією. За 18 місяців MedicaLogic подала заявку на банкрутство, Медскейп було продано WebMD у грудні 2001.
У 2008, WebMD звільнило Лундберга. Наступного року було оголошено, що у Medscape Journal of Medicine (медичний журнал, започаткований Лундбергом у 1999) жодних нових статей приймати не будуть.
У 2009, WebMD випустило додаток  Medscape CME на iOS, а через два роки — версія на Андроїд.

## Критика від Лікарів
у 2012 році Доктор Йоні Фрідхофф, Доктор медичних наук, доцент кафедри сімейної медицини Оттавського університету та медичний директор Баріатричного медичного інституту написав статтю під назвою «Чому я більше не можу довіряти Medscape». У ній він писав, що Medscape «піддає пацієнтів небезпеці, активно дезінформуючи їх лікарів». Він також відзначив погану перевірку досліджень, які Medscape вирішив опублікувати, як причину своєї заяви.
У 2016 році опитування лікарів виявило, що «Web MD та його дочірня компанія Medscape» мають неповну медичну інформацію, якій бракує глибини, а також численні випадки дезінформації на своїх сайтах. Дослідження Medscape і Web MD також виявили відсутність нейтралітету обох служб і демонстрацію упередженості, потенційно заснованої на дуже високих виплатах (порівняно з їхніми конкурентами в галузі) від фармацевтичної промисловості.